# Mircea Irimescu
Mircea Irimescu (* 13. Mai 1959 in Craiova) ist ein ehemaliger rumänischer Fußballspieler.

## Karriere

### Verein
Mittelfeldakteur Irimescu stand von der Saison 1976/77 bis in die Spielzeit 1989/90 in Reihen des rumänischen Erstligisten Universitatea Craiova. In diesem Zeitraum absolvierte er 318 Erstligaspiele und erzielte 69 Tore. 1980 und 1981 wurde sein Team Rumänischer Meister. 1977, 1978 jeweils ohne seine Mitwirkung im Finale sowie 1981 und 1983 mit Irimescu der obsiegenden Final-"Elf" gewann man den nationalen Pokal. 1985 unterlag man dort im Finale. 1983 stieß sein Klub zudem bis ins UEFA-Cup-Halbfinale vor. Es folgte 1990/91 eine weitere Saison bei Electroputere Craiova. In der Spielzeit 1991/92 soll er im Kader des seinerzeitigen deutschen Verbandsligisten Sportfreunde Siegen gestanden haben. Er selbst erzählte der Gazeta de Sud im Januar 2009, wie es ihn zum Fußballspielen nach Siegen verschlagen hat, allerdings ohne einen Vereinsnamen zu erwähnen. Der Kontakt sei im Trainingslager in der Türkei entstanden. Er habe sich in Siegen sehr wohl gefühlt, das Engagement jedoch nicht verlängert, um mit der Familie und für seine Trainerausbildung nach Rumänien zurückzukehren.

### Nationalmannschaft
Irimescu spielte auch in der rumänischen A-Nationalmannschaft. Er debütierte am 7. September 1983 im Freundschaftsländerspiel gegen Polen mit einem Startelfeinsatz in der Landesauswahl. Dabei trug er ein Tor zum 2:2-Endstand bei. Er war Teil des Kaders bei der Europameisterschaft 1984 in Frankreich und kam im Verlaufe des Turniers zu einem Einsatz im Gruppenspiel gegen Portugal. Zudem lief er am 12. September 1984 gegen Nordirland und am 3. April 1985 gegen die Türkei in der WM-Qualifikation für die Weltmeisterschaft 1986 auf. Ein Tor erzielte er dabei nicht. Das Spiel gegen die Türkei war gleichzeitig das letzte seiner insgesamt neun Länderspiele, bei denen ihm zwei Tore gelangen.

### Trainer
Nach der Spielerkarriere ergriff Irimescu die Laufbahn als Trainer. Dabei trat er spätestens ab 2008 im Team mit seinem ehemaligen Mannschaftskollegen Sorin Cârțu auf, wobei meist Cârțu als Chef- und Irimescu als Kotrainer arbeiteten. Ende der Saison 2007/08 saß er als Vertretung für Cârțu auch bei mehreren Spielen als verantwortlicher Coach auf der Bank von Dacia Mioveni. Anschließend war er erneut Assistent von Cârțu bei Pandurii Târgu Jiu. Im Oktober 2009 lösten beide sowie Torwarttrainer Silviu Lung aufgrund von Unstimmigkeiten mit der Vereinsführung ihre Verträge auf, kamen aber alle drei am 18. März zurück, nur um dann am 11. Mai 2010 von ihren Aufgaben entbunden zu werden. Im September 2010 übernahm Cârțu erneut mit den beiden Kotrainern Irimescu und Lung den CFR Cluj von Andrea Mandorlini. 2012 gingen Cârțu als Technischer Direktor und Irimescu als Cheftrainer während der Saison zum Zweitligisten ALRO Slatina. Hier erlitt Irimescu am 21. April 2012 vor dem Spiel gegen CS Luceafărul Oradea einen leichten Herzinfarkt. Wieder als Kotrainer von Cârțu arbeitete Irimescu beim FC Brașov ab Oktober 2012. Von April bis Juni 2013 waren Cârțu, Irimescu und Adrian Popescu kurzzeitig bei CSMS Iași verantwortlich. Seit dem 3. September 2014 ist Irimescu Kotrainer von Emil Săndoi beim 2013 neu gegründeten CS Universitatea Craiova; Cârțu ist dort Technischer Direktor.